# Bromus rubens
Bromus madritensis là một loài thực vật có hoa trong họ Hòa thảo. Loài này được Carl von Linné mô tả khoa học đầu tiên năm 1755.

## Hình ảnh

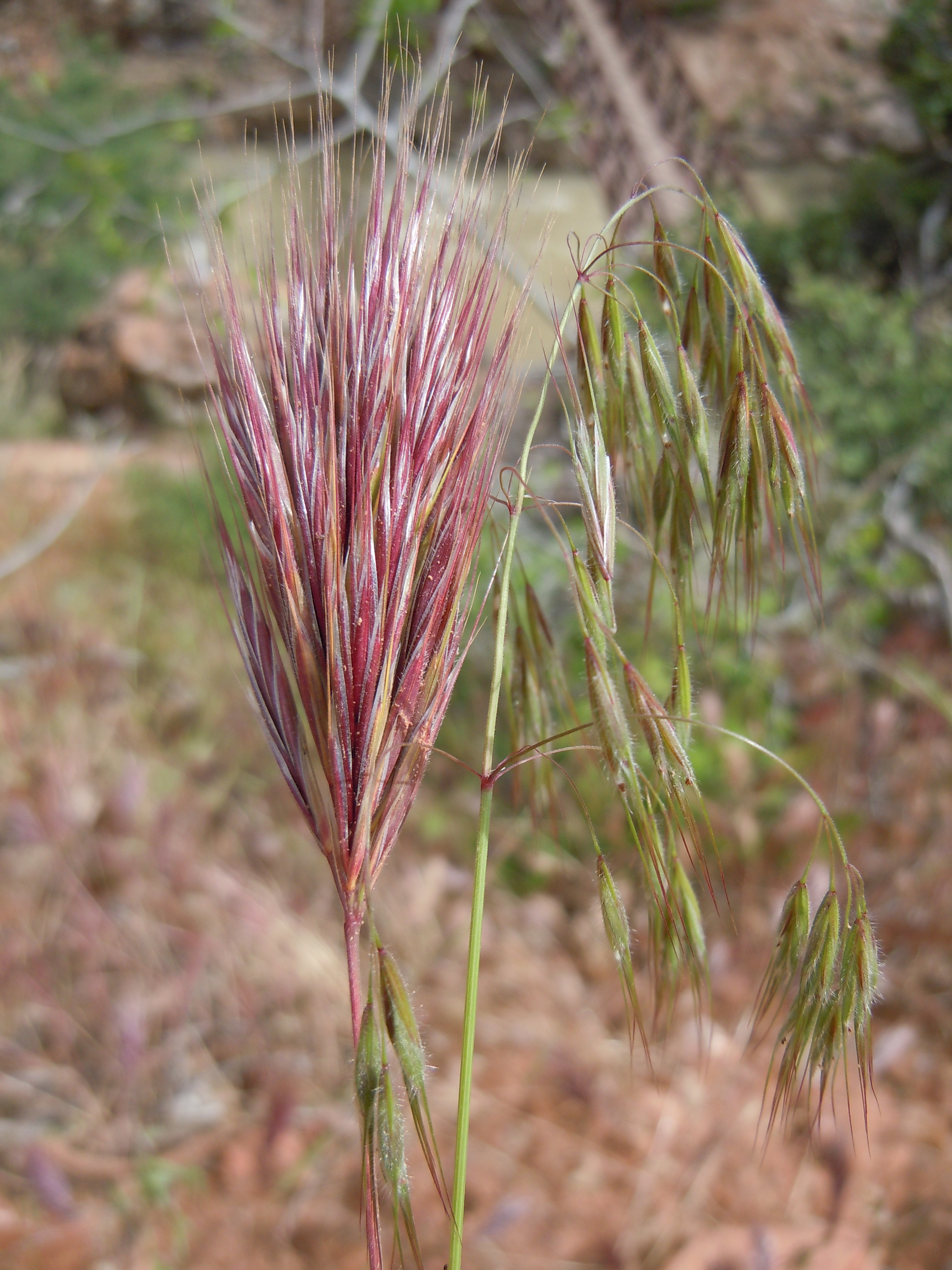
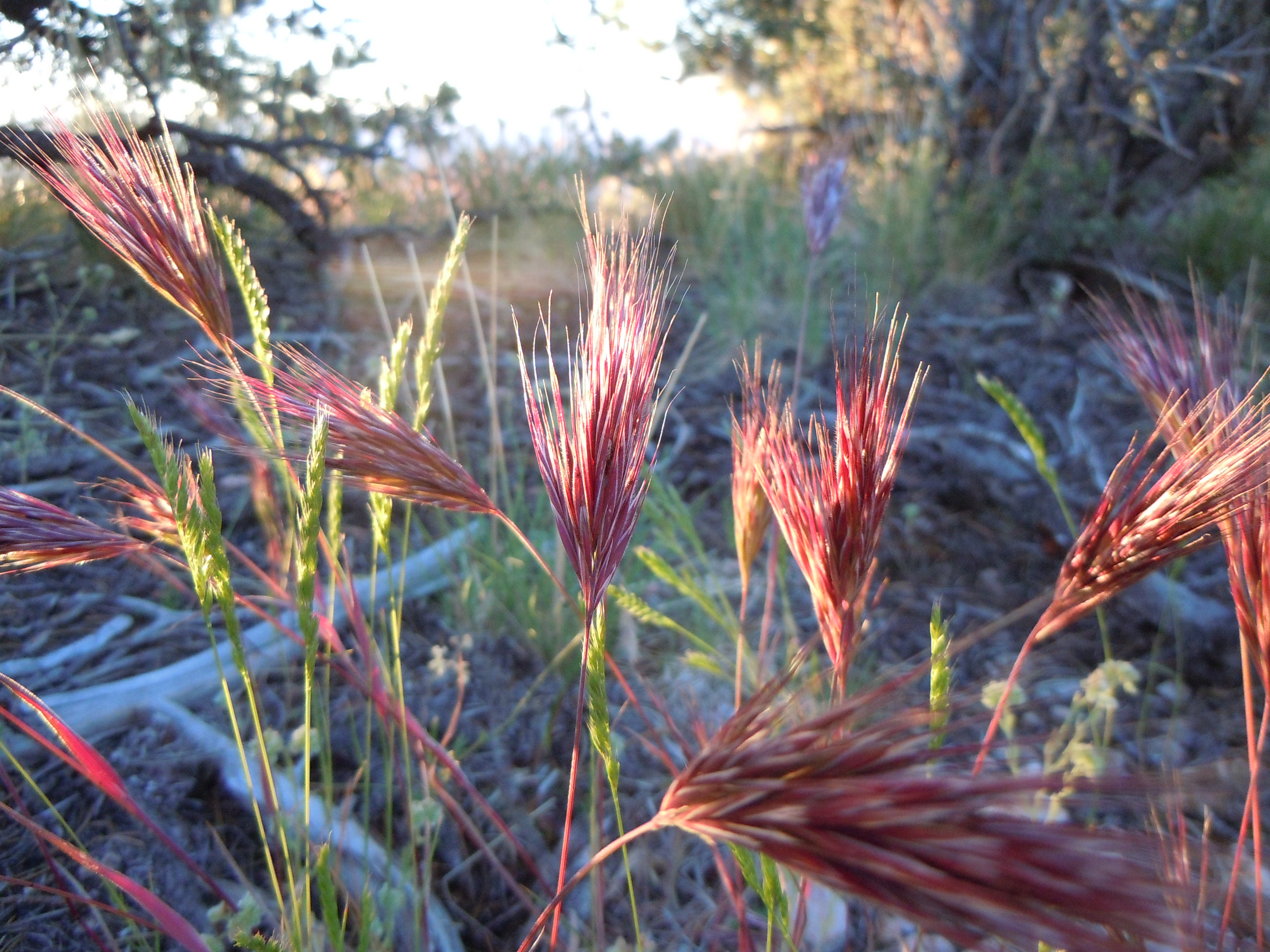
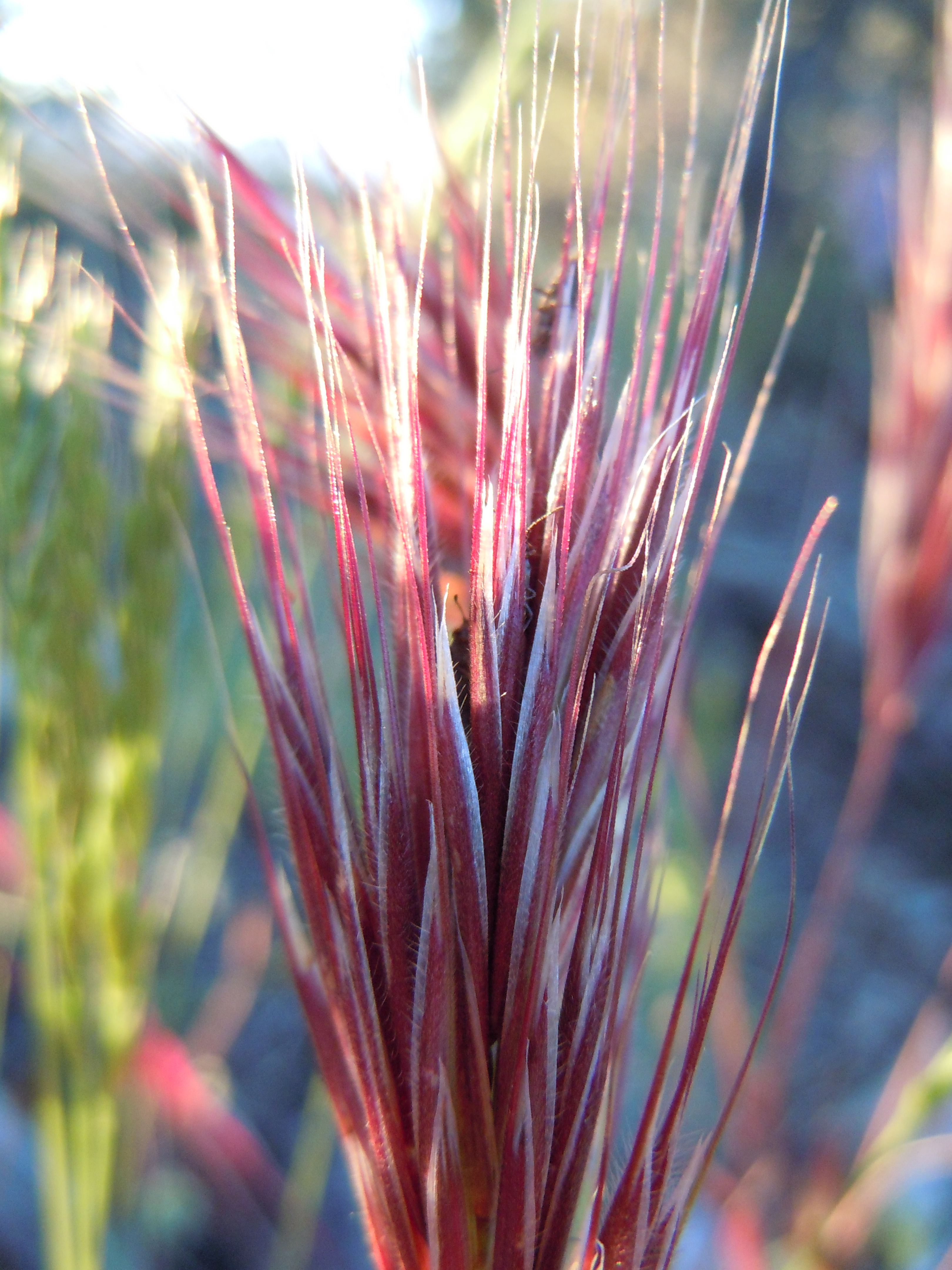
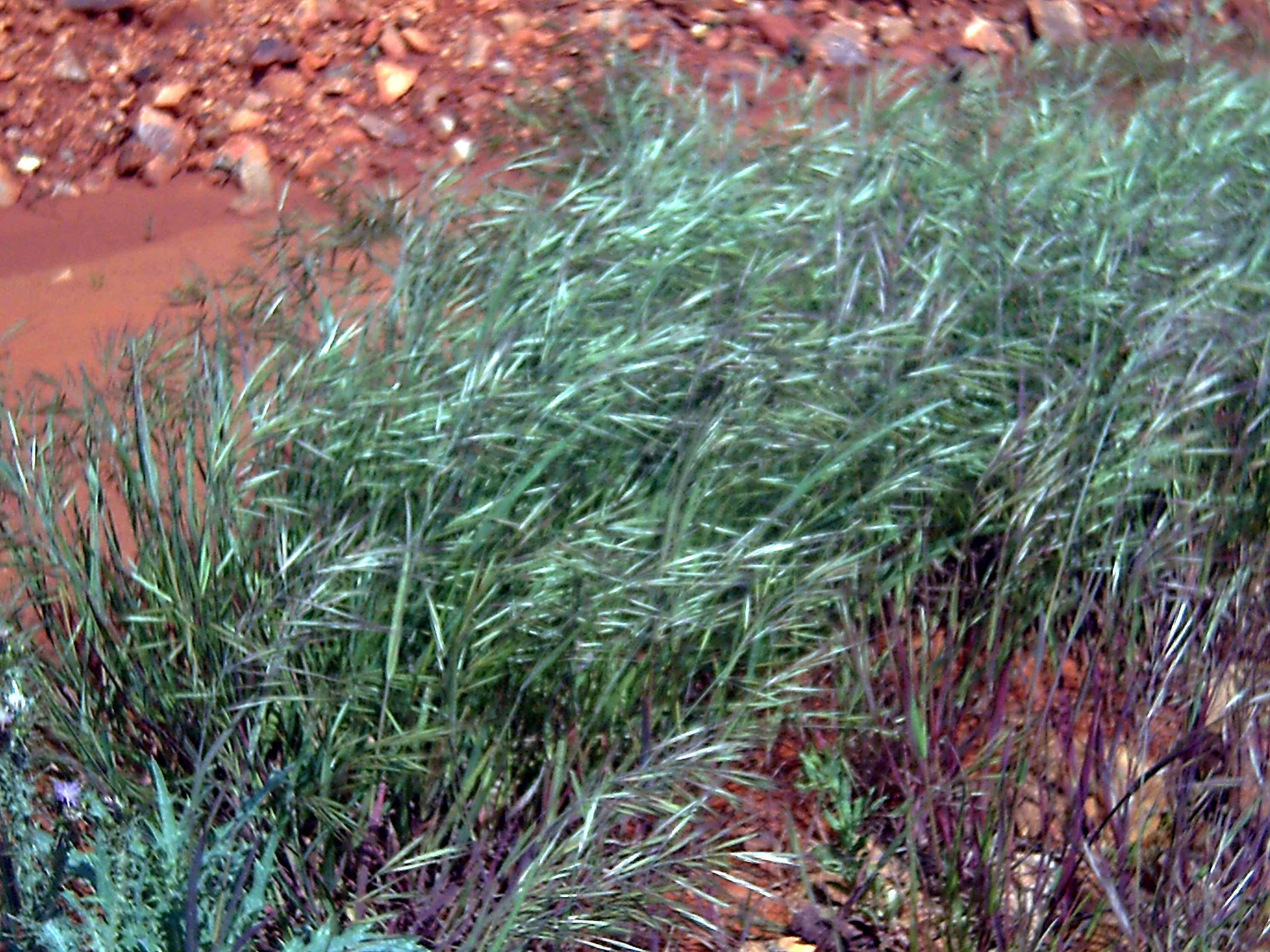